# Upper Burgate
Upper Burgate – wieś w Anglii, w hrabstwie Hampshire. Leży 31 km na południowy zachód od miasta Winchester i 131 km na południowy zachód od Londynu.